# یورگن ماورر
یورگن ماورر (انگلیسی: Jürgen Maurer؛ زاده ۳۰ ژانویه ۱۹۶۷) یک هنرپیشه اتریشی است. او یکی از اعضای ثابت درام جنایی تاتورت محصول مشترک اتریش بود و در درام اجتماعی فورستادتویبر ظاهر شد.
او به خاطر بازی در نقش کارآگاه اسکار راینهارت در سریال بریتانیایی-اتریشی خون وین برای مخاطبان انگلیسی زبان شناخته شده‌است.

## سنین جوانی و تحصیل
ماورر در سال ۱۹۸۵ از BRG Klagenfurt-Viktring فارغ‌التحصیل شد و سپس تا سال ۱۹۸۸ در آکادمی هنرهای زیبا وین تحصیل کرد. از سال ۱۹۹۷ تا ۲۰۱۲، ماورر یک مجری برای تئاتر بورگ بود.

## فیلم‌شناسی

### فیلم
| سال ساخت | نام                    | نقش          | یادداشت           |
| -------- | ---------------------- | ------------ | ----------------- |
| ۱۹۹۵     | محتویات جیب و خون دماغ |              | فیلم کوتاه        |
| ۲۰۰۴     | سه‌گانه یوسف            | جوزف         |                   |
| ۲۰۰۶     | دوستی                  | دیدی دوبرنیگ |                   |
| ۲۰۰۹     | سقوط لمینگ             | برایتنر      |                   |
| ۲۰۱۵     | خانم مولر باید برود!   | هاپه هوفل    |                   |
| ۲۰۱۷     | هری پینتر، حرومزاده    | هری پینتر    |                   |
| ناشناس   | پسر پوزه               | کشیش         | در حال فیلمبرداری |

### مجموعه تلویزیونی
| سال  | نام                            | نقش                 | یاداشت |
| ---- | ------------------------------ | ------------------- | ------ |
| ۲۰۰۱ | پاره شده                       | ویکسر               |        |
| ۲۰۰۶ | آثار موتزارت                   | سرکارگر             |        |
| ۲۰۰۸ | روز اول                        | رئیس EKC            |        |
| ۲۰۱۱ | یک روز برای یک معجزه           | توماس ونینگر        |        |
| ۲۰۱۱ | شما فرشتگان کریسمس را نمی‌بوسید | مانفرد واسینگر      |        |
| ۲۰۱۲ | برج                            | قفل وکیل            |        |
| ۲۰۱۲ | رقص گرد                        | همسر ("همسر")       |        |
| ۲۰۱۳ | یک زن نامحبوب                  | فریدلم دورینگ       |        |
| ۲۰۱۳ | بهشت درون ما                   | تام                 |        |
| ۲۰۱۴ | سارایوو                        | فیدلر رئیس دادگستری |        |
| ۲۰۱۵ | برای مردن خیلی زوده            | رنه نواک            |        |
| ۲۰۱۵ | همسر عجیب من                   | مارکوارد            |        |
| ۲۰۱۶ | شکارچیان در شب                 | جورج هولزنر         |        |
| ۲۰۱۷ | به جهنم پچ ورک خوش آمدید       | فرانک ویدمن         |        |
| ۲۰۱۸ | در حقیقت: جت مرده‌است           | خشخاش نیکلاس        |        |
| ۲۰۱۹ | فریادهای بی صدا                | کرت برمر            |        |
| ۲۰۱۹ | آغاز چیزی                      | هری هاپ             |        |
| ۲۰۱۹ | قطب جنوب                       | هانس والنتین        |        |

### تلویزیون
| سال          | نام                            | نقش                                                                              | یاداشت                                    |
| ------------ | ------------------------------ | -------------------------------------------------------------------------------- | ----------------------------------------- |
| ۱۹۹۷         | آلما - نمایش بیز تا پایان      | فرانتس ورفل (جوان)                                                               | قسمت ۳                                    |
| ۲۰۰۷–۲۰۱۸    | صحنه جرم                       | رولاند رومباخ / روبرت کووار / فرانتس ویگل / مایک هانسن / توماس ولمر / یورن برونر | قسمت ۷                                    |
|              | ۴ اونجا                        | گوینده                                                                           | قسمت ۲٫۷: "اردوگاه سوم"                   |
| شاه شراب ساز | کلمنس هوفلنر                   | قسمت ۲٫۸: "حمله"                                                                 |                                           |
| ۲۰۰۹         | سریع به جلو                    | اولریش هادرر                                                                     | قسمت ۲٫۶: "نیکو هارتمن"                   |
| ۲۰۱۰         | پاس برگشتی FC                  | آنتون لئوپولد شوربیتس                                                            | قسمت ۵                                    |
| ۲۰۱۰         | ویتاسک؟                        | ویتاسک                                                                           | قسمت ۱٫۵: "دو"                            |
| ۲۰۱۰         | یک کاناپه برای همه             | فروید زیگموند                                                                    | قسمت ۴                                    |
| ۲۰۱۱         | خوشبختی روی زمین               | جوزف واگنر                                                                       | قسمت ۱۳                                   |
| ۲۰۱۲–۲۰۱۹    | آثار شر                        | گرهارد مسک                                                                       | قسمت ۴                                    |
| ۲۰۱۲         | سوکو دانوب                     | ورنر سوبودا                                                                      | قسمت ۸٫۷: "سقوط آزاد"                     |
| ۲۰۱۳         | چهار زن و یک مرگ               | مایک تیزنیگ                                                                      | قسمت ۲                                    |
| ۲۰۱۳         | پل کمپ - مشکلی نیست            | خالص                                                                             | قسمت ۱٫۲: "جهنم ما هستیم"                 |
| ۲۰۱۴         | اتریش                          | پایه سوسیس پیفکه عزیز                                                            | قسمت ۱٫۷: "سیاستمداران و جنایتکاران"      |
| ۲۰۱۴         | کارآگاهان                      | میلان ایوانکوویچ                                                                 | قسمت ۱٫۵: "کار خودکشی"                    |
| ۲۰۱۴–۲۰۱۸    | کنار پیست                      | کمیسر وینسنت رویز                                                                | قسمت ۶                                    |
| ۲۰۱۵–اکنون   | همسران حومه شهر                | جورج اشنایدر                                                                     | قسمت ۴۰                                   |
| ۲۰۱۵         | بازرس رکس                      | آندریاس میترر                                                                    | قسمت ۱۶٫۱۱: "عصر یخبندان"                 |
| ۲۰۱۶، ۲۰۱۷   | رئیس                           | اریک لمبرت                                                                       | قسمت ۴                                    |
| ۲۰۱۷         | کلن P.D.                       | پیتر اولن                                                                        | ویژه تلویزیون: "زمان زخم‌ها را خوب نمی‌کند" |
| ۲۰۱۷         | گناه از نظر فردیناند فون شیراخ | مکس تاکلر                                                                        | قسمت ۲٫۳: "ویلنسل"                        |
| ۲۰۱۷–اکنون   | در حقیقت                       | خشخاش نیکلاس                                                                     | ۳ قسمت مجموعه فیلم‌های تلویزیونی           |
| ۲۰۱۸         | عطرها                          | متیو کوهلر                                                                       | قسمت ۶                                    |
| ۲۰۱۸         | جنایتکار                       | مارکوس کمپمن                                                                     | قسمت ۱۳٫۵: "برادر کوچک"                   |
| ۲۰۱۹         | یک شهر یک قاتل را شکار می‌کند   | برادر کمیسر                                                                      | قسمت ۴                                    |
| ۲۰۱۹         | تریلر جنایی کرواسی             | استویان مانویلوویچ                                                               | قسمت ۳٫۲: "جلاد"                          |
| ۲۰۱۹         | خون وین                        | اسکار راینهارت                                                                   | از قسمت ۱                                 |
| ۲۰۲۰         | ویلسبرگ                        | هارتموت نیهوف                                                                    | قسمت: "نان روزانه ما"                     |